# جیلسون دومینگوئز ریزنده آگوستینو
جیلسون دومینگوئز ریزنده آگوستینو (به پرتغالی: Gílson Domingos Rezende Agostinho) مهاجم اهل برزیل است که در شهر تاوبات، سائوپائولو و در تاریخ ۱۸ سپتامبر ۱۹۷۷ به دنیا آمده‌است.
جیلسون دومینگوئز ریزنده آگوستینو در تیم‌های فوتبال Taubaté سابقهٔ حضور دارد.